# Campeonato Mundial de Atletismo de 2017 - Salto triplo masculino
A competição do salto triplo masculino no Campeonato Mundial de Atletismo de 2017 foi realizada no Estádio Olímpico de Londres nos dias 7 e 10 de agosto. Christian Taylor dos Estados Unidos levou a medalha de ouro.

## Recordes
Antes da competição, os recordes eram os seguintes:
| Recorde mundial                               | Jonathan Edwards (GBR) | 18.29 | Gotemburgo, Suécia     | 7 de agosto de 1995   |
| Recorde do campeonato                         | Jonathan Edwards (GBR) | 18.29 | Gotemburgo, Suécia     | 7 de agosto de 1995   |
| Recorde do ano                                | Christian Taylor (USA) | 18.11 | Eugene, Estados Unidos | 27 de maio de 2017    |
| Recorde africano                              | Tarik Bouguetaïb (MAR) | 17.37 | Khemisset, Marrocos    | 14 de julho de 2007   |
| Recorde asiático                              | Li Yanx (CHN)          | 17.59 | Jinan, China           | 26 de outubro de 2009 |
| Recorde da América do Norte, Central e Caribe | Christian Taylor (USA) | 18.21 | Pequim, China          | 27 de agosto de 2015  |
| Recorde da América do Sul                     | Jadel Gregório (BRA)   | 17.90 | Belém, Brasil          | 20 de maio de 2007    |
| Recorde europeu                               | Jonathan Edwards (GBR) | 18.29 | Gotemburgo, Suécia     | 7 de agosto de 1995   |
| Recorde da Oceania                            | Ken Lorraway (AUS)     | 17.46 | Londres, Reino Unido   | 7 de agosto de 1982   |

## Medalhistas
| Ouro                   | Prata            | Bronze             |
| Christian Taylor (USA) | Will Claye (USA) | Nelson Évora (POR) |

## Tempo de qualificação
| Tempo de qualificação |
| --------------------- |
| 16.80 metros          |

## Calendário
| Data                 | Horário | Fase         |
| -------------------- | ------- | ------------ |
| 7 de agosto de 2017  | 18:35   | Qualificação |
| 10 de agosto de 2017 | 20:20   | Final        |

Todos os horários estão no horário local (UTC+1)

## Resultados

### Qualificação
Qualificação: 17,00 m (Q) ou as doze melhores performances (q) 
| Pos. | Grupo | Atleta               | Nacionalidade  | Tentativa | Tentativa | Tentativa | Marca | Notas |
| Pos. | Grupo | Atleta               | Nacionalidade  | 1         | 2         | 3         | Marca | Notas |
| ---- | ----- | -------------------- | -------------- | --------- | --------- | --------- | ----- | ----- |
| 1    | A     | Chris Benard         | Estados Unidos | 17.20     |           |           | 17.20 | Q     |
| 2    | A     | Christian Taylor     | Estados Unidos | 17.15     |           |           | 17.15 | Q     |
| 3    | B     | Cristian Nápoles     | Cuba           | 17.06     |           |           | 17.06 | Q     |
| 4    | A     | Andy Díaz            | Cuba           | 16.96     | 16.86     | x         | 16.96 | q     |
| 5    | B     | Will Claye           | Estados Unidos | 16.95     | 16.57     | x         | 16.95 | q     |
| 6    | A     | Nelson Évora         | Portugal       | 16.64     | 16.94     | x         | 16.94 | q     |
| 7    | A     | Alexis Copello       | Azerbaijão     | 16.89     | 16.88     | 16.53     | 16.89 | q     |
| 8    | A     | Pablo Torrijos       | Espanha        | 16.57     | 16.00     | 16.80     | 16.80 | q     |
| 9    | B     | Jean-Marc Pontvianne | França         | 16.66     | 16.17     | 16.78     | 16.78 | q     |
| 10   | B     | Yordanys Durañona    | Dominica       | 16.71     | 16.63     | 16.49     | 16.71 | q     |
| 11   | A     | Wu Ruiting           | China          | x         | 16.40     | 16.66     | 16.66 | q     |
| 12   | B     | Lázaro Martínez      | Cuba           | 16.36     | x         | 16.66     | 16.66 | q     |
| 13   | B     | Donald Scott         | Estados Unidos | 16.55     | 16.63     | 16.27     | 16.63 |       |
| 14   | B     | Nazim Babayev        | Azerbaijão     | 15.76     | 16.58     | 16.61     | 16.61 |       |
| 15   | A     | Momchil Karailiev    | Bulgária       | x         | 16.01     | 16.57     | 16.57 |       |
| 16   | B     | Elvijs Misāns        | Letônia        | 16.55     | 16.39     | x         | 16.55 |       |
| 17   | A     | Simo Lipsanen        | Finlândia      | 16.54     | 16.48     | 16.41     | 16.54 |       |
| 18   | B     | Georgi Tsonov        | Bulgária       | 16.53     | 16.32     | x         | 16.53 |       |
| 19   | A     | Nathan Fox           | Grã-Bretanha   | 16.27     | 16.49     | 16.02     | 16.49 |       |
| 20   | B     | Alberto Álvarez      | México         | 15.60     | 16.41     | 16.48     | 16.48 |       |
| 21   | A     | Benjamin Compaoré    | França         | 16.46     | 16.35     | x         | 16.46 |       |
| 22   | B     | Troy Doris           | Guiana         | 16.43     | x         | 16.24     | 16.43 |       |
| 23   | A     | Miguel van Assen     | Suriname       | 16.38     | x         | x         | 16.38 |       |
| 24   | A     | Melvin Raffin        | França         | 16.18     | 14.25     | x         | 16.18 |       |
| 25   | B     | Tosin Oke            | Nigéria        | x         | 16.14     | 16.17     | 16.17 |       |
| 26   | B     | Fang Yaoqing         | China          | x         | 16.17     | x         | 16.17 |       |
| 27   | A     | Mateus de Sá         | Brasil         | 16.10     | 16.09     | x         | 16.10 |       |
| 28   | B     | Dimitrios Tsiamis    | Grécia         | 16.06     | x         | x         | 16.06 |       |
| 29   | A     | Ryoma Yamamoto       | Japão          | x         | x         | 16.01     | 16.01 |       |
| 30   | B     | Clive Pullen         | Jamaica        | x         | x         | 15.61     | 15.61 |       |
| 31   | B     | Max Heß              | Alemanha       |           |           |           | DNS   |       |

### Final
A final da prova ocorreu dia 10 de agosto às 20:20.
| Pos.              | Atleta               | Nacionalidade  | Tentativa | Tentativa | Tentativa | Tentativa | Tentativa | Tentativa | Marca | Notas                |
| Pos.              | Atleta               | Nacionalidade  | 1         | 2         | 3         | 4         | 5         | 6         | Marca | Notas                |
| ----------------- | -------------------- | -------------- | --------- | --------- | --------- | --------- | --------- | --------- | ----- | -------------------- |
| Medalha de ouro   | Christian Taylor     | Estados Unidos | 16.97     | 17.57     | 17.68     | 17.26     | 17.38     | 17.03     | 17.68 |                      |
| Medalha de prata  | Will Claye           | Estados Unidos | 17.54     | 17.52     | 17.63     | 17.49     | 17.53     | x         | 17.63 |                      |
| Medalha de bronze | Nelson Évora         | Portugal       | 17.02     | 17.19     | 16.58     | x         | x         | 16.01     | 17.19 |                      |
| 4                 | Cristian Nápoles     | Cuba           | x         | x         | 17.16     | x         | x         | 17.16     | 17.16 |                      |
| 5                 | Alexis Copello       | Azerbaijão     | 17.16     | x         | x         | 16.87     | 16.91     | 17.06     | 17.16 | Recorde da temporada |
| 6                 | Chris Benard         | Estados Unidos | 16.88     | x         | 16.94     | x         | x         | 17.16     | 17.16 |                      |
| 7                 | Andy Díaz            | Cuba           | 17.13     | x         | x         | x         | -         | x         | 17.13 |                      |
| 8                 | Jean-Marc Pontvianne | França         | x         | 16.62     | 16.79     | x         | x         | 16.57     | 16.79 |                      |
| 9                 | Wu Ruiting           | China          | 16.47     | 16.66     | 16.53     |           |           |           | 16.66 |                      |
| 10                | Pablo Torrijos       | Espanha        | 16.60     | 16.51     | 16.53     |           |           |           | 16.60 |                      |
| 11                | Yordanys Durañona    | Dominica       | 16.42     | x         | x         |           |           |           | 16.42 |                      |
| 12                | Lázaro Martínez      | Cuba           | x         | 16.25     | 16.09     |           |           |           | 16.25 |                      |

Legenda
| Recorde mundial       | Recorde mundial (World record)               |                       | Recorde africano                      | Recorde africano (African) |                                           | Q | Classificado por posição (Qualified) |
| Recorde do campeonato | Recorde do campeonato (Championship record)  | Recorde da América    | Recorde da América (Americas)         | q                          | Classificado por melhor tempo (Qualified) |   |                                      |
| Melhor marca do ano   | Melhor marca do ano (World leading)          | Recorde asiático      | Recorde asiático (Asian)              | DNS                        | Não largou (Did not start)                |   |                                      |
| Recorde nacional      | Recorde nacional (National record)           | Recorde europeu       | Recorde europeu (European)            | DNF                        | Não terminou (Did not finish)             |   |                                      |
| Recorde pessoal       | Recorde pessoal do atleta (Personal best)    | Recorde da Oceania    | Recorde da Oceania (Oceania)          | DSQ / DQ                   | Desclassificado (Disqualified)            |   |                                      |
| Recorde da temporada  | Recorde da temporada do atleta (Season best) | Recorde sul-americano | Recorde sul-americano (South America) | NM                         | Sem marca (No mark)                       |   |                                      |